# EMKA
Die EMKA Beschlagteile GmbH & Co. KG mit Hauptsitz in Velbert stellt an acht internationalen Standorten über 15.000 Komponenten für den industriellen Schrank- und Gehäusebau her. Der internationale Vertrieb erfolgt in 52 Ländern durch eigene Niederlassungen und Agenturen. Zwei Drittel der Produktion der international führenden Unternehmensgruppe werden exportiert. Geschäftsführer sind Friedhelm Runge, Jan Rehnig, Michael Tigges und Mirko Klug.

## Geschichte
Seit Gründung im Jahr 1932 in Velbert hat sich EMKA zum Weltmarktführer für Verschlüsse, Scharniere und Dichtungen im Bereich Schaltschrankbau entwickelt. Seit 1986 produziert EMKA, nach vorübergehender Verlagerung des Standortes nach Wuppertal, wieder in Velbert.
In den Jahren 2000 und 2001 wurden die französischen Unternehmen Fort Sécurité und ROLEZ übernommen. Dieser Schritt unterstreicht den Anspruch auf eine große Fertigungstiefe mit einem hohen Anteil der Eigenproduktion.
2005 konnte das langjährige Joint Venture in Bosnien und Herzegowina in die EMKA-Gruppe integriert werden.
Im Jahre 2006 wurde mit der ILS Speth GmbH, welche sich aus den früheren traditionsreichen Firmen Lenzner, IMK, Speth und Fedder & Löhr zusammensetzt, ein weiteres Unternehmen in die EMKA-Gruppe eingegliedert. Im Fokus stehen hier die Fertigungsbereiche Zerspanung und Zink-Druckguss sowie bis 2016 Aluminium-Druckguss, Aluminium-Schmiedeteile und Aluminium-Reibschweißen. Die Aluminium-Fertigung wurde 2016 aus strategischen Gründen zunächst an die GSB Aluminium GmbH veräußert und im Jahre 2022 als EMKA Aluminium GmbH reintegriert.
An dem stark erweiterten Standort in Wuppertal stehen seit Anfang 2008 über 30.000 m² Produktionsfläche zur Verfügung. Hier befindet sich auch das neue Technologiezentrum der EMKA-Gruppe. 2008 erfuhr die EMKA Electronic AG die vollständige Eingliederung in die EMKA-Gruppe und ist heute als eigener Geschäftsbereich mit einem Entwicklungszentrum etabliert. Hier wurden Hardware- und Softwareentwicklung und das Know-how für spezielle Systemlösungen in Rechenzentren, bei Telekommunikationsanbietern oder in Banken zusammengefasst. Außerdem übernahm EMKA 2008 das Unternehmen POS, um fundierte Kompetenzen in den Bereichen Nutzfahrzeuge und Beschläge für die Kälteindustrie zu erlangen.
2009 wurde die DGTH Produktions GmbH sowie 2011 die Heinrich Strenger GmbH & Co. KG jeweils  aus Heiligenhaus übernommen, um die Präsenz im Automotive- und vor allem im Baubeschläge-Bereich zu stärken.
Zur Sicherstellung der Liefertreue im Bereich Dichtungen wurde 2009 Happich Profiles in England sowie ein Jahr später Sealing Systems in Spanien in die EMKA-Gruppe integriert.
Mit der Übernahmen des Edelstahl-Feingusswerk AD KRUŠIK in Mionica/Serbien (2015) und des Formenbauers Bekto Precisa in Goražde im Osten von Bosnien und Herzegowina (2018) sowie der Eingliederung von GSB Aluminium als EMKA Aluminium (2022) hat das Unternehmen seine Produktionskapazitäten jüngst weiter vergrößert.
EMKA war einige Jahre Hauptsponsor der SSVg Velbert sowie der TSG Sprockhövel und Westfalia Herne. Zuvor war das Unternehmen außerdem Hauptsponsor des Wuppertaler SV. Aktuell engagiert sich EMKA in Goražde in Bosnien und Herzegowina in mehreren sozialen Projekten wie beispielsweise einer Auffang- und Vermittlungsstation für Straßenhunde mit angeschlossener Tierklinik.